# Юдович, Виктор Иосифович
Ви́ктор Ио́сифович Юдо́вич (4 октября 1934, Тифлис, СССР — 19 апреля 2006, Ростов-на-Дону) — советский и российский математик и гидромеханик, доктор физико-математических наук, профессор, член Российского национального комитета по теоретической и прикладной механике, Заслуженный деятель науки и техники РФ, президент Ростовского математического общества.

## Биография
Юдович родился в Тбилиси, и вскоре отец — Иосиф Михайлович (1914—1978), журналист, писатель, младший брат шахматиста Михаила Юдовича, с семьёй переехал в Ростов-на-Дону. В школьные годы Виктор увлёкся астрономией, читал Циолковского, построил телескоп и наблюдал звезды. Благодаря этим увлечениям быстро понял важность владения математикой для занятий наукой и самостоятельно изучил первый том знаменитого учебника Г. М. Фихтенгольца, с 9 класса посещал лекции по математическому анализу в университете. Окончил школу № 49 в 1952 году с золотой медалью и поступил на отделение механики физико-математического факультета Ростовского государственного университета.
Результаты дипломной работы Юдовича оказались достаточно значимыми для публикации статьи «Стационарное течение вязкой жидкости» в журнале «Доклады Академии наук», а ещё раньше в 1957 году в журнале «Прикладная математика и механика» вышла его первая научная статья «Удар круглого диска о жидкость конечной глубины» в соавторстве с его научным руководителем, Иосифом Воровичем, представлявшая собой расширенный отчёт по результатам курсовой работы. По окончании университета был оставлен в нём на работу и занял должность ассистента.
С начала 1960-х годов на факультете регулярно проводился организованный им семинар «Математические вопросы гидродинамики», на который многократно приглашались с докладами как российские, так и зарубежные учёные.
Кандидатскую диссертацию на тему «Исследование уравнений двумерных течений идеальной жидкости» Юдович защитил в 1962 году в МГУ (оппонентами выступили Н. Н. Моисеев и Л. А. Чудов), а докторскую «Математические вопросы теории устойчивости течений жидкости» (оппонентами были В. И. Арнольд, О. А. Ладыженская, А. М. Яглом) — в 1972 году в Институте проблем механики РАН. Решениями диссертационных советов обе работы были признаны выдающимися. Практически сразу после защиты докторской он занимает пост заведующего Кафедрой вычислительной математики и математической физики, которой руководил до конца жизни (более тридцати лет). Среди его учеников 25 кандидатов и 5 докторов наук.
Автор и соавтор около 300 научных статей, двух монографий.
Лауреат премии Г. И. Петрова Российского национального комитета по теоретической и прикладной механике
14 ноября 1990 года Людмила Карачкина открыла астероид Главного пояса 1990 VY13, который был назван ей в честь Виктора Иосифовича и носит с тех пор имя «7581 Юдович».
В Ростове на здании школы № 49 установлена мемориальная доска.

## Научные интересы
В трудах Юдовича развивалось много тем современной математики, в частности:
- теория косимметрии — фактически созданное им новое направление, имеющее приложения в классической механике и фильтрационной конвекции
- теория кратных бифуркаций в системах с цилиндрическими симметриями
- глобальная разрешимость и единственность решений уравнений Эйлера и Навье-Стокса.
- исследование устойчивости и бифуркаций стационарных и периодических движений вязкой жидкости
- обоснование метода линеаризации в теории гидродинамической устойчивости[8]
- теория нагруженных тонких упругих пластин и оболочек
- задача о размывании слабых разрывов в нестационарных течениях вязкой жидкости
- исследование асимптотических форм равновесий капиллярной жидкости
- спектральная теория линейных операторов
- приложение линейных операторов к изучению устойчивости движений вязкой жидкости
- исследования задачи о возникновении вибрационной конвекции
- асимптотический и численный анализ стохастических решений различных гидродинамических систем

Работы публиковались сольно и в соавторстве как на русском языке, так и в зарубежных научных журналах — всего более трёхсот статей.
Доказана глобальная однозначная разрешимости основной двумерной начально-краевой задачи для уравнений Эйлера идеальной несжимаемой жидкости. Результат был обобщён на течения с неограниченным вихрём для дву- и трёхмерных течений. Открыт эффект постепенной потери гладкости движений жидкости с течением времени (медленный коллапс).
Дано строгое обоснование линеаризации в задаче устойчивости стационарных и периодических по времени течений вязкой жидкости.
Приведены примеры неединственности решений стационарных задач динамики вязкой жидкости (течение Колмогорова, течение Куэтта-Тейлора между вращающимися цилиндрами, вторичные стационарные режимы конвекции жидкости). Разработал вариант метода Ляпунова-Шмидта для анализа автоколебательных режимов при потере устойчивости стационарного течения.
Развит (в соавторстве) метод исследования вещественного спектра дифференциального оператора, установлено существование вихрей Тейлора для разновращающихся цилиндров.
Получена асимптотика слабых разрывов и пограничных слоёв в теории оболочек. Введёно понятие виброгенной силы. Обоснован «принцип Рэлея» в задачах для длинных цилиндров и в широких областях, открыт эффект заплетания собственных значений.
Создал макроскопической теории процессов электрофореза. Предложил понятие косимметрии, на основе которого объяснил существование континуального семейства стационарных режимов конвекции в пористой среде. Дал полное решение задачи об устойчивости перманентного вращения правильного вихревого семиугольника.

## Основные проблемы гидродинамики
В 2001 году В. А. Владимиров пригласил В. И. Юдовича на конференцию по математической гидродинамике в Университет Халла, попросив сделать доклад про 11 проблем математической гидродинамики (по аналогии с 23 проблемами Гильберта и 18 проблемами Смейла). Доклад был подготовлен и сделан сначала 10 апреля 2001 в Халле, а затем 23 апреля в Институте Ньютона в Кембридже. Расширенная версия тезисов доклада была опубликована в 2003 году в журнале «Вестник молодых учёных».
Основные 11 проблем:
1. Глобальная разрешимость и регулярность решений основных начально-краевых задач для трёхмерных уравнений Эйлера и Навье — Стокса в случае однородной несжимаемой жидкости.
2. Глобальные теоремы существования стационарных и периодических течений.

1. Существование неустойчивых стационарных и периодических течений в произвольной области.
2. Полнота системы решений Флоке в задаче устойчивости периодических течений вязкой жидкости.
3. Обосновать законность линеаризации в задаче о неустойчивости стационарного течения идеальной несжимаемой жидкости относительно слабых норм.
4. Обоснование метода Арнольда в теории устойчивости течений идеальной жидкости.
5. Доказать, что течение Гагена — Пуазёйля в круглой трубе, а также течение Куэтта в канале абсолютно устойчивы (то есть устойчивы при любом числе Рейнольдса).
6. Принцип изменения устойчивости.
7. Неустойчивость «в большом» течений Пуазёйля в трубе и Куэтта — в канале (асимптотическая теория бифуркаций).
8. Найти и строго обосновать существование странных аттракторов в системе Навье — Стокса и её близких родственниках (задача конвекции, многокомпонентная жидкость, магнитная гидродинамика и пр.).
9. Проблема течения жидкости при очень малой вязкости (или, точнее, при больших числах Рейнольдса) — главнейшая в гидродинамике.

Проблемы основ математической физики, не вошедших в число основных одиннадцати:
- G1. Построить математические модели сплошных сред, включающие фазовые переходы (кипящая вода, сегнетоэлектрики, которые могут превращаться в диэлектрики, жидкие кристаллы).
- G2. Определить зависимости кинетических коэффициентов (вязкости, теплопроводности, диффузии, поверхностного натяжения, диэлектрической проницаемости, …) от термодинамических параметров (температуры {\displaystyle T}, давления {\displaystyle p}, плотности {\displaystyle \rho }, концентрации примеси {\displaystyle c}, …).